# Schronisko obok Jaskini nad Kapliczką
Schronisko obok Jaskini nad Kapliczką – jaskinia we wsi Suliszowice w województwie śląskim, w powiecie myszkowskim, w gminie Żarki. Znajduje się w wapiennej skale po zachodniej stronie kapliczki i w pobliżu masztu przekaźnika telekomunikacyjnego. Przez wspinaczy skalnych skała ta nazwana została Masztową. Pod względem geograficznym jest to obszar Wyżyny Częstochowskiej wchodzący w skład Wyżyny Krakowsko-Częstochowskiej.

## Opis obiektu
Schronisko znajduje się zaraz naprzeciw północnych otworów Jaskini nad Kapliczką. Jego owalny, myty otwór o południowo-wschodniej ekspozycji znajduje się  na mało stromym stoku niewielkiej skałki. Biegnie za nim skośnie w stosunku do stoku tej skałki korytarzyk o długości 4 m, szerokości 0,5-1,3 m i wysokości do 1 m. W prawej ściance na środku jego długości jest wychodzące na powierzchnię, ale niedostępne dla człowieka okno skalne.
Schronisko powstało w słabo uławiconych późnojurajskich wapieniach skalistych. Wymyte pod ciśnieniem wody erozyjne formy w jego stropie świadczą o tym, że powstało w strefie wadycznej. Jest suche, widne i bez nacieków. Brak roślin, zwierząt nie obserwowano.
Plan i dokumentację schroniska opracował M. Czepiel w listopadzie 2000 r..

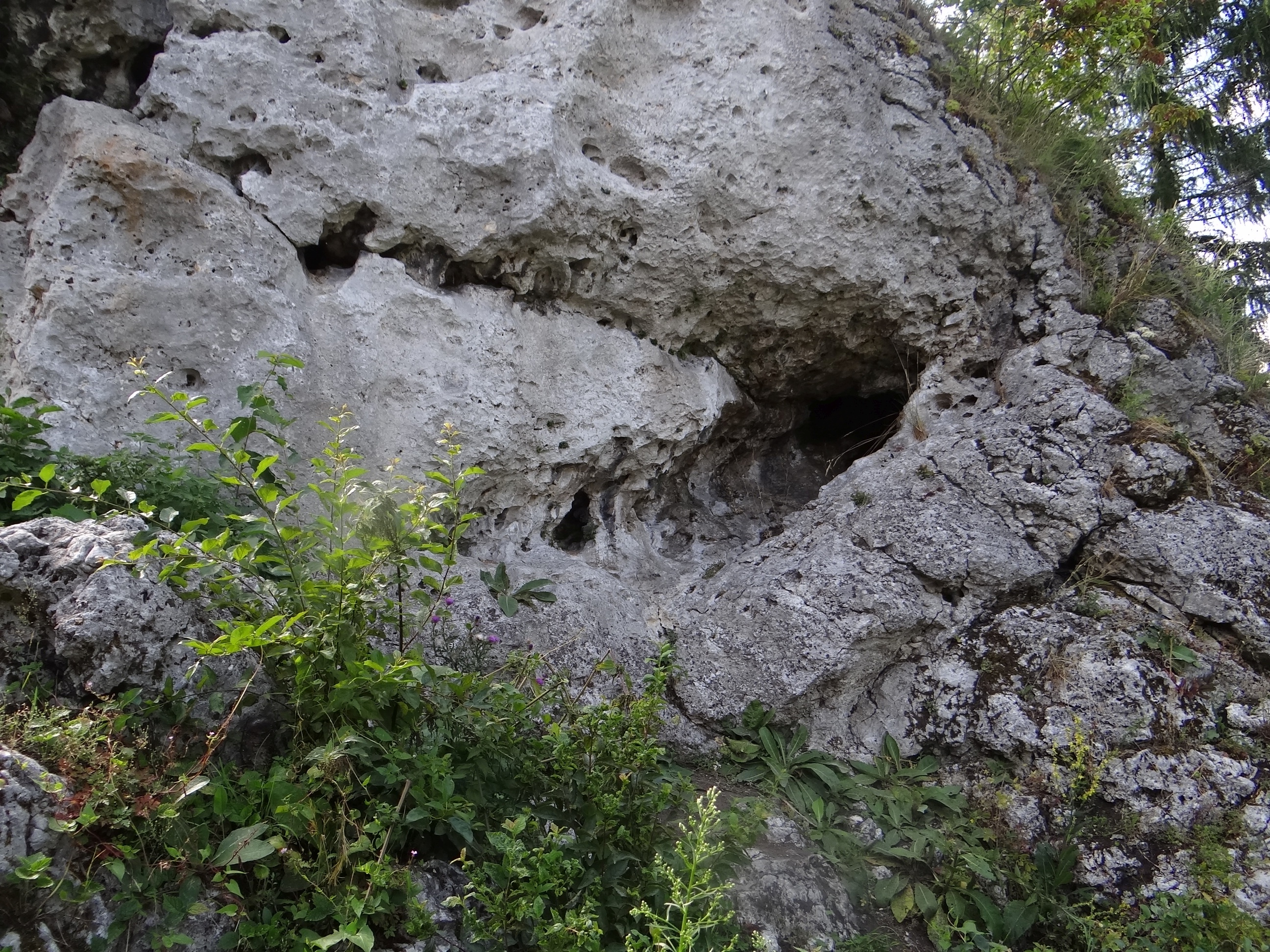
Otwór schroniska